# Stepan Walerianowitsch Balmaschow

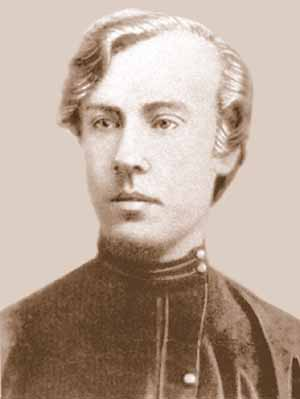
Stepan Balmaschow

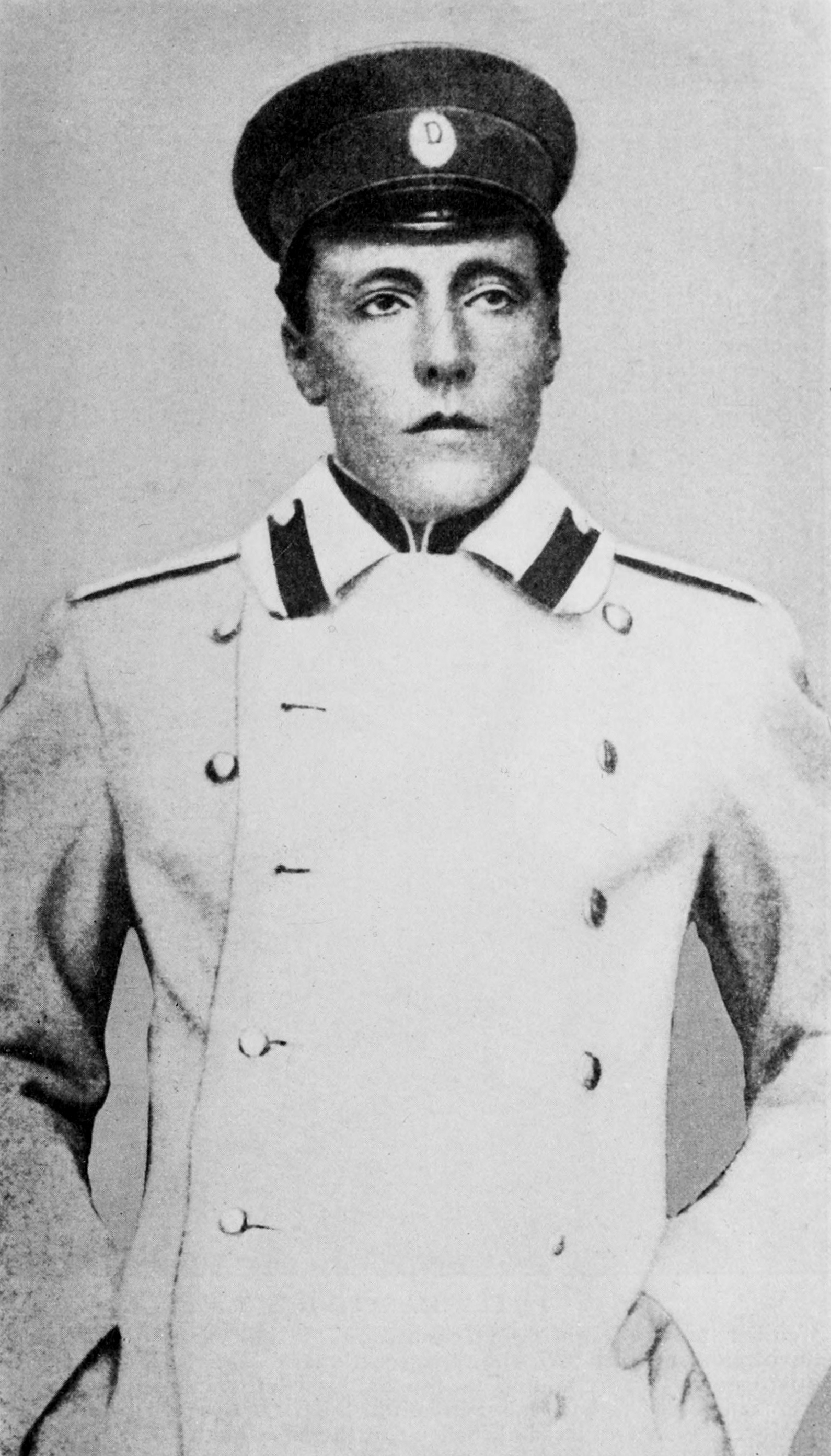
Stepan Balmaschow im Jahr 1902

Stepan Walerianowitsch Balmaschow (russisch Степан Валерианович Балмашёв; * 3.jul. / 15. April 1881greg. in Archangelsk; † 3.jul. / 16. Mai 1902greg. in Schlüsselburg) war ein russischer Sozialrevolutionär, der während der Regentschaft Nikolaus II. den russischen Innenminister Sipjagin ermordete.

## Leben
Stepan war der Sohn des in den russischen Norden verbannten Narodniks Walerian Alexandrowitsch Balmaschow und dessen Gattin Marija Nikolajewna Balmaschowa. Im Jahr 1900 an der Universität Kiew immatrikuliert, engagierte er sich im selben Jahr in der Studentenbewegung. Die Antwort der Staatsmacht – 183 Kiewer Studenten, darunter Stepan, wurden wegen der Teilnahme an Demonstrationen als Rekruten eingezogen. Anfang 1901 saß Stepan als einer der Anführer eines Studentenstreiks für drei Monate im Gefängnis und wurde darauf unter die Aufsicht der Roslawler Militärbehörde gestellt. Im Herbst 1901 wurde er aus dem Militärdienst entlassen und ging nach Charkow. Der politisch unzuverlässige Student wurde dort an der Universität nicht zum Studium zugelassen. Politisch engagiert wandte er sich Arbeitern und Sozialrevolutionären zu. Wider Erwarten durfte Stepan in Kiew weiterstudieren.

## Das Attentat
Am 2.jul. / 15. April 1902greg. betrat Balmaschow – als Adjutant verkleidet – den Sankt Petersburger Marienpalast, den Dienstsitz seines Opfers. Sipjagin war gerade außer Haus. Der Diensthabende Unteroffizier riet Balmaschow, den Herrn Innenminister in seiner Wohnung aufzusuchen. Wenig später erschien Sipjagin. Balmaschow log ihm vor, er habe einen wichtigen Brief des Großfürsten zu übergeben und feuerte mehrere Pistolenschüsse auf sein Opfer ab. Der Attentäter wurde sofort verhaftet. Sipjagin starb am selben Tage an seinen Verletzungen. Balmaschow wurde erhängt.

## Trotzki
Leo Trotzki gibt in seinen Erinnerungen Stimmungen verbannter SDAPR-Mitglieder am Vorabend der Russischen Revolution 1905 wieder, grenzt sich gleichzeitig von den Sozialrevolutionären ab und markiert eine Wegscheide der russischen Sozialdemokraten: „Das alte Staatsgebilde krachte in allen Fugen. Die Rolle der Schürer im Kampfe spielten noch immer die Studenten. Von Ungeduld getrieben, griffen sie zu terroristischen Akten. Nach den Schüssen von Karpowitsch und Balmaschow fuhren die Verbannten auf, als hätten sie das Trompetensignal eines Alarms vernommen. Es entstanden Diskussionen über die Taktik des Terrors … Unsere Sache ist nicht der Mord der zaristischen Minister, sondern die revolutionäre Niederwerfung des Zarismus. An diesem Punkte begann die Trennung der Sozialdemokraten von den Sozialrevolutionären.“